# Gare de Salles-Courbatiès
La gare de Salles-Courbatiès est une gare ferroviaire française, de la ligne de Brive-la-Gaillarde à Toulouse-Matabiau via Capdenac, située sur le territoire de la commune de Salles-Courbatiès, dans le département de l'Aveyron, en région Occitanie.
Elle est mise en service en 1858 par la Compagnie du chemin de fer de Paris à Orléans (PO).
C'est une halte voyageurs de la Société nationale des chemins de fer français (SNCF) du réseau TER Occitanie, desservie par des trains express régionaux.

## Situation ferroviaire
Établie à 298 mètres d'altitude, la gare de Salles-Courbatiès est située au point kilométrique (PK) 257,090 de la ligne de Brive-la-Gaillarde à Toulouse-Matabiau via Capdenac, entre les gares ouvertes de Capdenac et de Villefranche-de-Rouergue. Elle est séparée de ces deux gares par celles respectivement fermées de Naussac et d'Villeneuve-d'Aveyron.

## Histoire
La station de « Salles-Courbatier » est mise en service le 30 août 1858 par la Compagnie du chemin de fer de Paris à Orléans (PO), lorsqu'elle ouvre à l'exploitation le chemin de fer de Montauban à Capdenac qu'elle a reprise, encore en travaux, le 11 avril 1857 lors du démantèlement de la Compagnie du chemin de fer Grand-Central de France.
En 2014, c'est une gare voyageurs d'intérêt local (catégorie C : moins de 100 000 voyageurs par an de 2010 à 2011), qui dispose de deux quais (dont un central) et une traversée de voie à niveau par le public (TVP).

## Fréquentation
De 2015 à 2023, selon les estimations de la SNCF, la fréquentation annuelle de la gare s'élève aux nombres indiqués dans le tableau ci-dessous.
| Année               | 2015  | 2016  | 2017  | 2018  | 2019  | 2020  | 2021  | 2022  | 2023  |
| ------------------- | ----- | ----- | ----- | ----- | ----- | ----- | ----- | ----- | ----- |
| Nombre de voyageurs | 1 680 | 1 732 | 1 872 | 1 871 | 3 644 | 2 547 | 3 435 | 4 282 | 4 542 |

## Service des voyageurs

### Accueil
Halte SNCF, c'est un point d'arrêt non géré (PANG) à accès libre.

### Desserte
Salles-Courbatiers est desservie par des trains TER Occitanie circulant entre Capdenac et Toulouse-Matabiau.

### Intermodalité
Un parking pour les véhicules est aménagé. 